# Monique Kerschowski
Monique Kerschowski (* 22. Januar 1988 in Ost-Berlin) ist eine ehemalige deutsche Fußballspielerin.

## Werdegang
Monique Kerschowski wuchs im Berliner Stadtteil Hellersdorf auf. In ihrer Jugend war sie eine erfolgreiche Leichtathletin. Wegen eines Knorpelschadens im Knie musste sie im Jahr 2000 ihre Karriere beenden. Nachdem ihr Knie wieder geheilt war, kickte sie mit ihrer Zwillingsschwester ein wenig. Als sie sich neue Fußballschuhe kaufen wollte, traf sie zufällig auf einen Vertreter des BSC Marzahn, der neue Spielerinnen für die Mädchenmannschaft suchte. Innerhalb kürzester Zeit wurde Kerschowski in die Berliner Auswahlmannschaft berufen. Ihr Talent blieb auch dem 1. FFC Turbine Potsdam nicht verborgen. Im Sommer 2005 wechselte sie zusammen mit ihrer Schwester zum Bundesligisten. Gleichzeitig besuchten sie von nun an das Internat an der Potsdamer Sportschule. 
Schon in der ersten Saison konnte Kerschowski sowohl die Meisterschaft als auch den Pokal gewinnen. Im Juli 2006 gewann Kerschowski mit der U 19-Nationalmannschaft die Europameisterschaft in der Schweiz. Im Finale erzielte sie ein Tor. Im August 2006 nahm sie mit der U 20-Nationalmannschaft an der Weltmeisterschaft in Russland teil und absolvierte 3 Spiele. Deutschland verlor im Viertelfinale gegen die USA. Während ihre Zwillingsschwester Isabel einen Stammplatz erkämpfen konnte, kam Monique Kerschowski überwiegend in der zweiten Mannschaft zum Einsatz. Mit der U-19-Auswahl konnte sie im Juli 2007 den Europameistertitel verteidigen.
Ende September 2007 erlitt sie in einem Spiel des WM-Überbrückungsturniers gegen den VfL Wolfsburg einen Kreuz- und Innenbandriss. Erst am letzten Spieltag der Saison feierte sie beim 6:1-Sieg in Freiburg ihr Comeback. Ein Jahr später gewann sie den Hallenpokal und die deutsche Meisterschaft. Immer wieder wurde sie durch weitere Verletzungen wie einem neuerlichen Kreuzbandriss zurückgeworfen. Nach der Saison 2011/12 beendete sie ihre Karriere.

## Erfolge
- Champions-League-Siegerin 2010
- Deutsche Meisterin 2006, 2009, 2010, 2011, 2012
- DFB-Pokalsiegerin 2006
- DFB-Hallenpokalsiegerin 2009
- U 19-Europameisterin 2006, 2007
- 3. Platz U-20-Fußball-Weltmeisterschaft der Frauen 2008
- Beste Spielerin der U-19-Fußball-Europameisterschaft 2006 (zusammen mit ihrer Schwester)[3]